# Flamingo
Flamingo byla bigbeatová kapela založená Richardem Kovalčíkem v Ostravě v roce 1966, později za normalizace v roce 1973 byla přejmenována na Plameňáci. Kapela původně vznikla jako odnož ORO Ostrava a později se změnila v doprovodnou kapelu Věry Špinarové (1967-1969),   Marie Rottrové, Hany Zagorové (od roku 1966),  a Petra Němce.

## Obsazení
- Richard Kovalčík, trubka, kapelník
- Jiří Urbánek, baskytara
- Radek Dominik, bicí
- Vladimír Figar, klávesy
- Jan Hasník, kytara
- Marie Rottrová, zpěv
- Petr Němec, zpěv

## Filmografie
- Smrt si vybírá 1972, režie Václav Vorlíček